# مها النمر
مها النمر  (28 تشرين الأول/اكتوبر 1986[بحاجة لمصدر]) ممثلة عراقية مقيمة في الإمارات. بدأت التمثيل من خلال المسرح، ثم بدأت العمل في الدراما التليفزيونية من خلال مسلسل   قضية الدكتور س، في العراق من ثم واصلت العمل في الخليج .

## اعمالها
- 1998 قضية الدكتور س
- 2010 للحياة ثمن
- 2010  مسلسل ليلى الجزء 2
- 2013 أي دمعة حزن لا
- 2014 كسر الخواطر
- 2014 يامن كنت حبيبي